# Indonemoura
Indonemoura är ett släkte av bäcksländor som ingår i familjen kryssbäcksländor.

## Dottertaxa tillIndonemoura, i alfabetisk ordning[1]
- Indonemoura adunca
- Indonemoura assami
- Indonemoura auriformis
- Indonemoura baishanzuensis
- Indonemoura bilateralia
- Indonemoura collina
- Indonemoura curvicornia
- Indonemoura dirangdzongi
- Indonemoura fujianensis
- Indonemoura geminus
- Indonemoura gigaoni
- Indonemoura guangdongensis
- Indonemoura guangxiensis
- Indonemoura hubeiensis
- Indonemoura indica
- Indonemoura jacobsoni
- Indonemoura javanica
- Indonemoura kamengi
- Indonemoura langtangi
- Indonemoura loebli
- Indonemoura longiplatta
- Indonemoura macrolamellata
- Indonemoura manipuri
- Indonemoura masuensis
- Indonemoura mclachlani
- Indonemoura nahkui
- Indonemoura nigrihamita
- Indonemoura nohirae
- Indonemoura nyukmadongi
- Indonemoura pieli
- Indonemoura quadridentata
- Indonemoura rubrifasciata
- Indonemoura sangtii
- Indonemoura shergaoni
- Indonemoura tibetensis
- Indonemoura tortuosa
- Indonemoura trichotoma
- Indonemoura trilongispina
- Indonemoura trispina
- Indonemoura voluta
- Indonemoura yangi